# Claustro

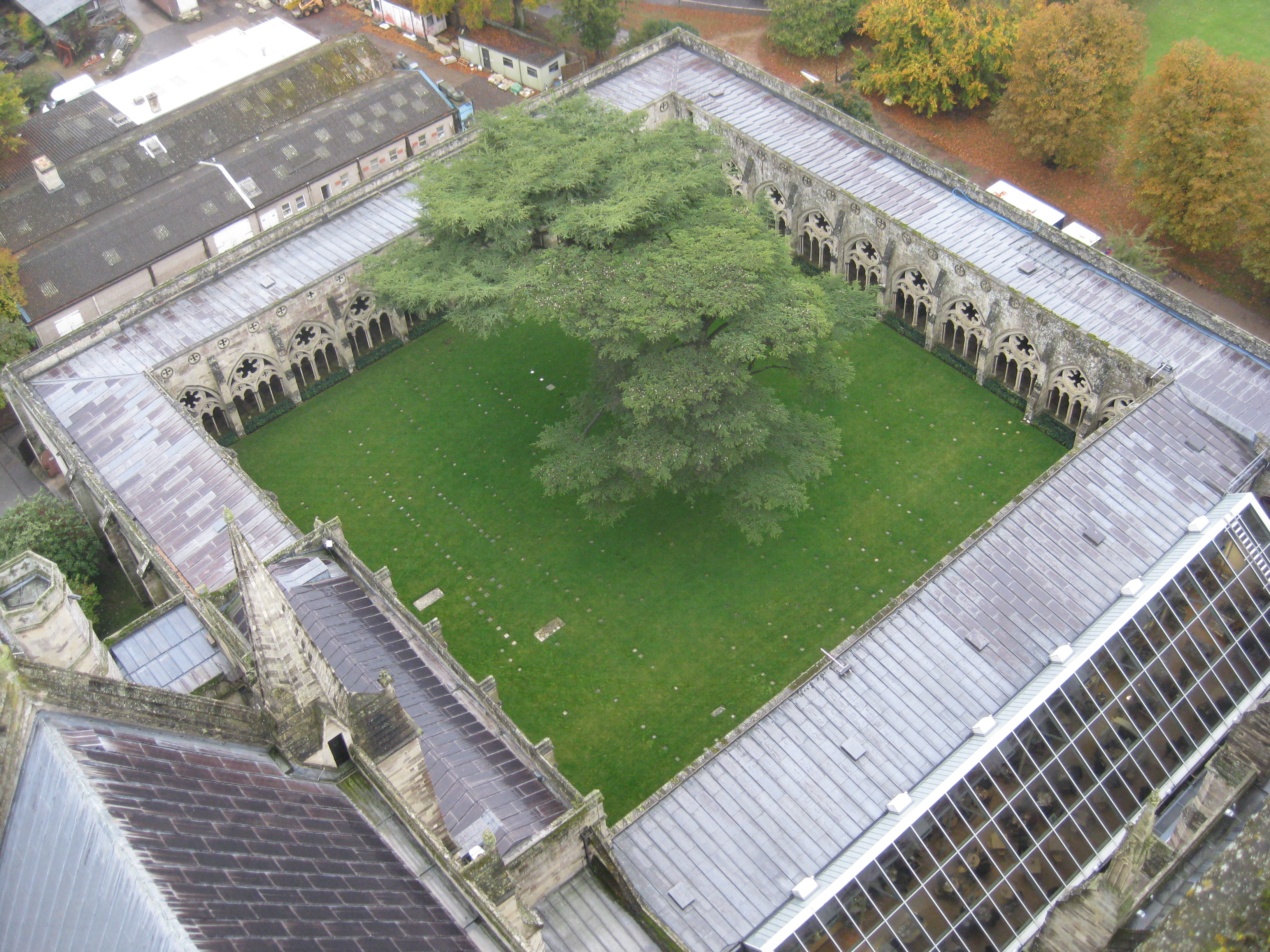
Claustro da Catedral de Salisbury, Reino Unido

Um claustro (do latim claustrum, "invólucro") é um passeio coberto, uma galeria aberta ou uma arcada aberta que corre ao longo das paredes dos edifícios e forma um quadrilátero ou pátio. A ligação de um claustro a uma catedral ou igreja, geralmente contra um flanco sul quente, geralmente indica que é (ou já foi) parte de uma fundação monástica, "formando uma barreira arquitetônica contínua e sólida ... que efetivamente separa o mundo dos monges daquele dos servos e operários, cujas vidas e obras transcorriam fora e ao redor do claustro".
A vida enclausurada (ou claustral) também é outro nome para a vida monástica de um monge ou monja. A palavra latina "claustrum" é frequentemente usada como um nome metonímico para mosteiro em idiomas como o alemão.

## História

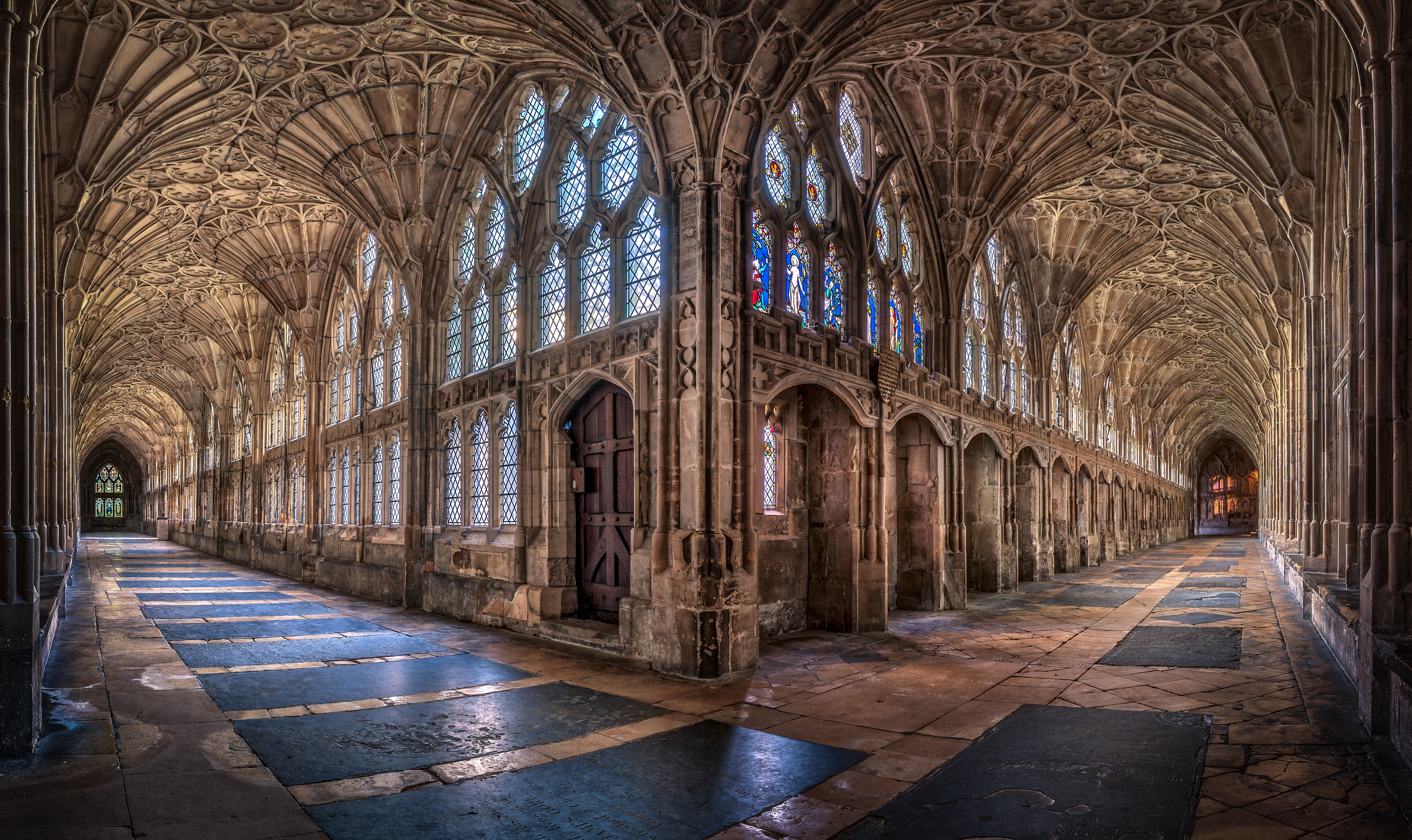
Os Claustros da Catedral de Gloucester, Reino Unido

Historicamente, o claustro do início da Idade Média tinha vários antecedentes: o pátio do peristilo da domus greco-romana, o átrio e sua versão ampliada que servia como pátio para as primeiras basílicas cristãs e certos pátios semi-galerias anexados aos flancos das primeiras igrejas sírias. Walter Horn sugere que as primeiras comunidades cenobíticas, que foram estabelecidas no Egito por São Pacômio c. 320 DC, não resultou na construção do claustro, pois não havia servos leigos ligados à comunidade dos monges, não havendo necessidade de separação dentro da comunidade murada; Horn encontra os primeiros claustros prototípicos em algumas igrejas monásticas excepcionais do final do século V no sul da Síria, como o Convento dos Santos Sérgio e Baco, em Umm-is-Surab (489 d.C.), e o pátio com colunatas do convento de Id-Dêr, mas nada semelhante apareceu nas rotundas agrupadas dos mosteiros irlandeses semi-eremíticos nem nas primeiras comunidades coletivas beneditinas do Ocidente.
No tempo de Carlos Magno (r. 768–814), as exigências de uma comunidade monástica separada dentro de uma extensa e dispersa propriedade senhorial levaram ao desenvolvimento de um "mosteiro dentro de um mosteiro" na forma de claustro fechado, uma solução arquitetônica que permite os monges para realizar suas tarefas sagradas longe das distrações de leigos e servos. Horn oferece como primeiros exemplos o "Altenmünster" do Abade Gundeland da abadia de Lorsch (765–74), conforme revelado nas escavações de Frederich Behn; Lorsch foi adaptado sem alterações substanciais da villa rustica de um nobre franco, em uma tradição ininterrupta desde o final da época romana. Outro claustro primitivo, o da abadia de Saint-Riquier (790-99), assumiu uma forma triangular, com capelas nos cantos, em representação consciente da Trindade. Um claustro quadrado situado contra o flanco da igreja da abadia foi construído em Inden (816) e a abadia de St. Wandrille em Fontenelle (823–33). Em Fulda, um novo claustro (819) foi colocado a oeste litúrgico da igreja "à maneira romana" familiar do pátio da Antiga Basílica de São Pedro porque estaria mais perto das relíquias. Mais recentemente, John D. Rockefeller Jr. encomendou a construção do museu e jardins The Cloisters em estilo medieval em Manhattan em 1930-1938.

## Galeria

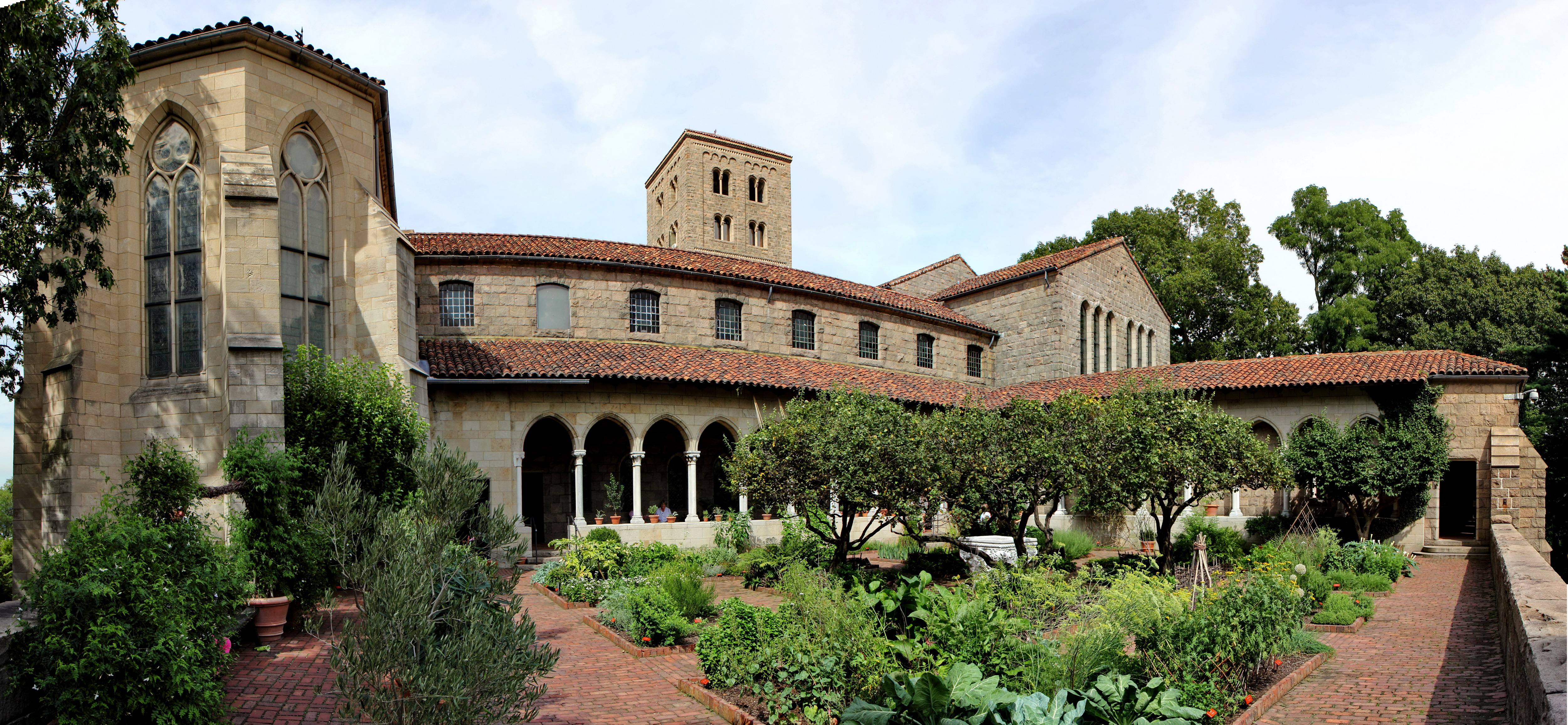
O jardim medieval de Bonnefont no The Cloisters em Manhattan
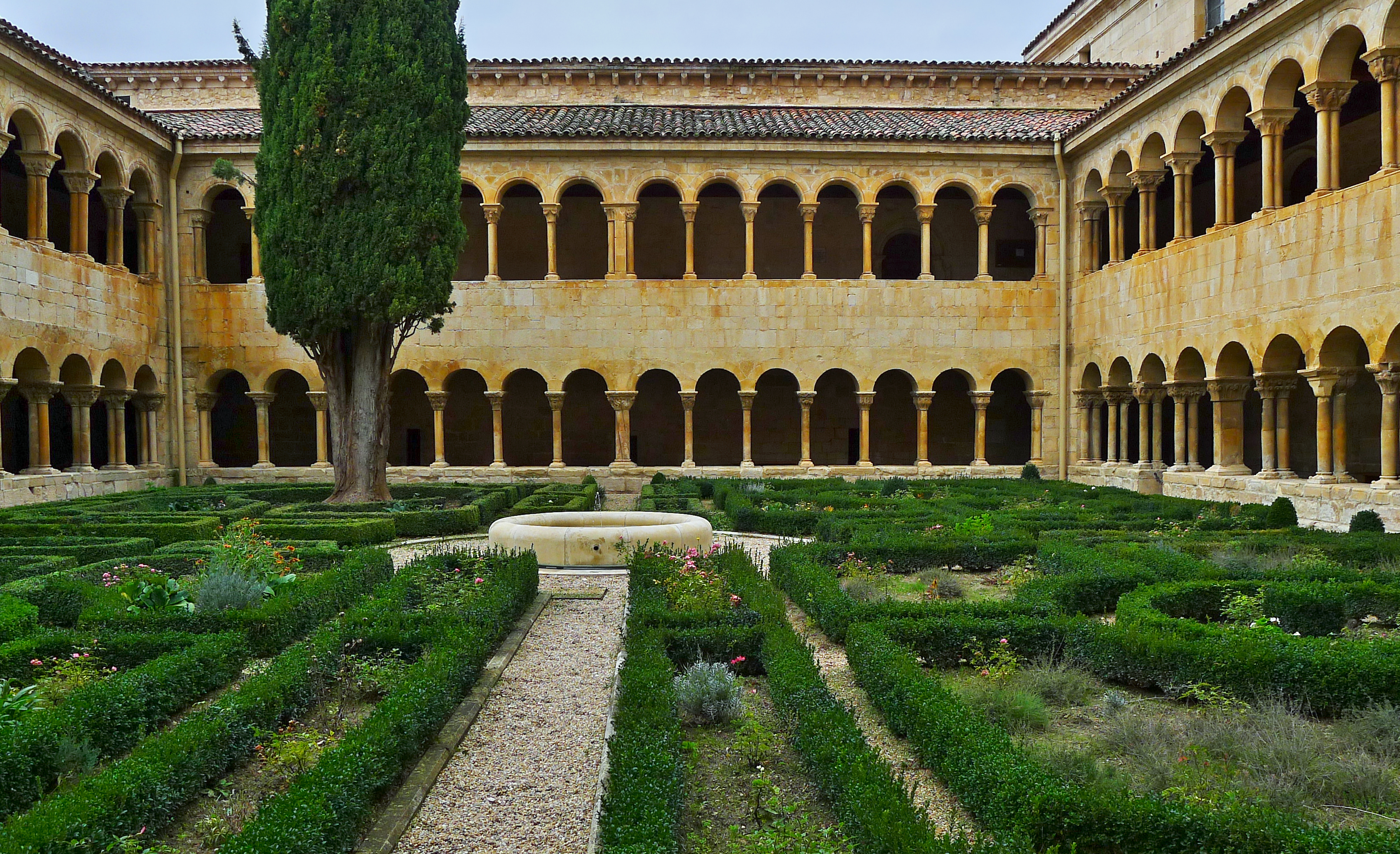
O claustro românico de Santo Domingo de Silos, Espanha
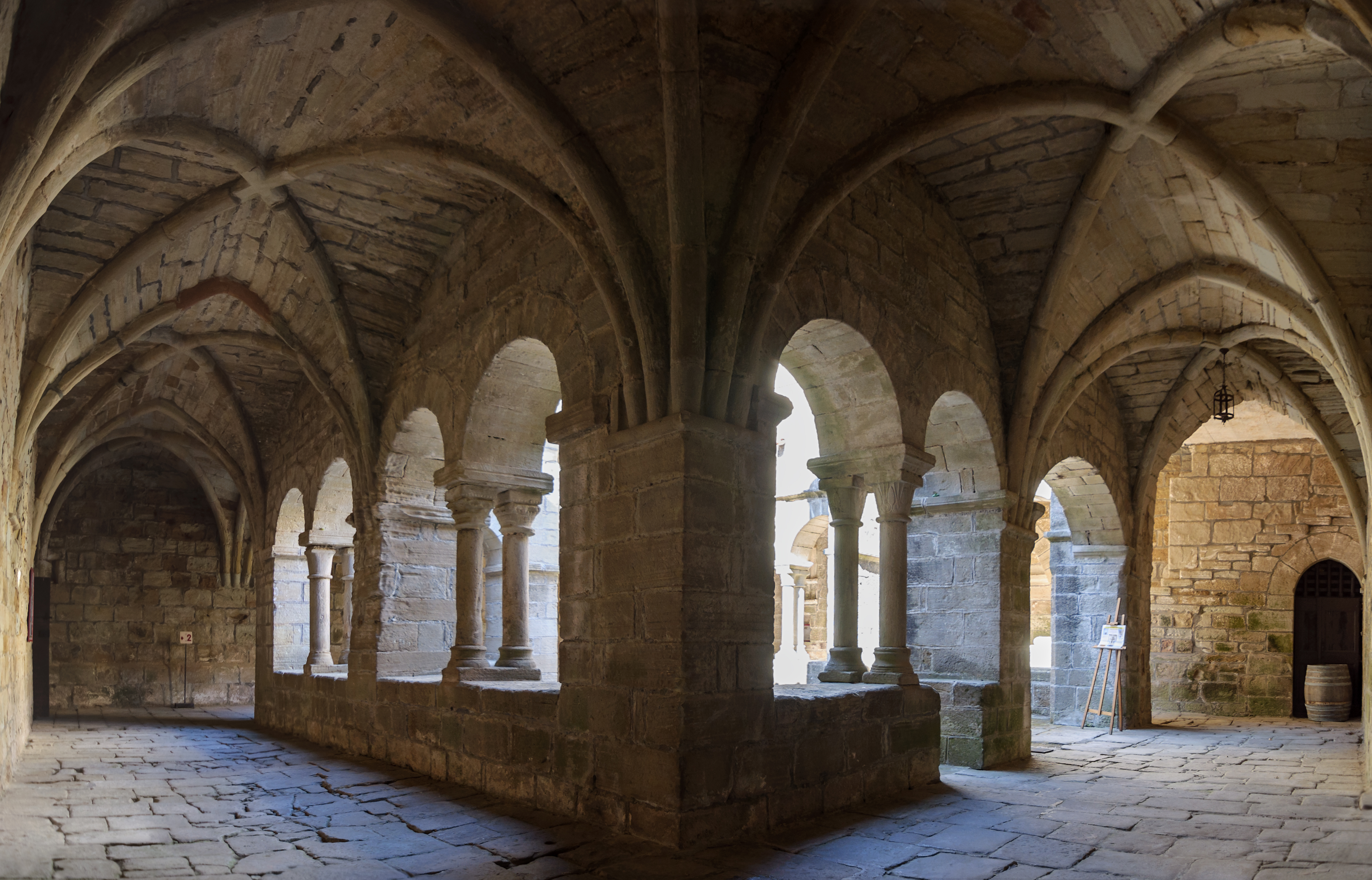
Claustro do Priorado de Saint-Michel de Grandmont (Languedoc-Roussillon, França)
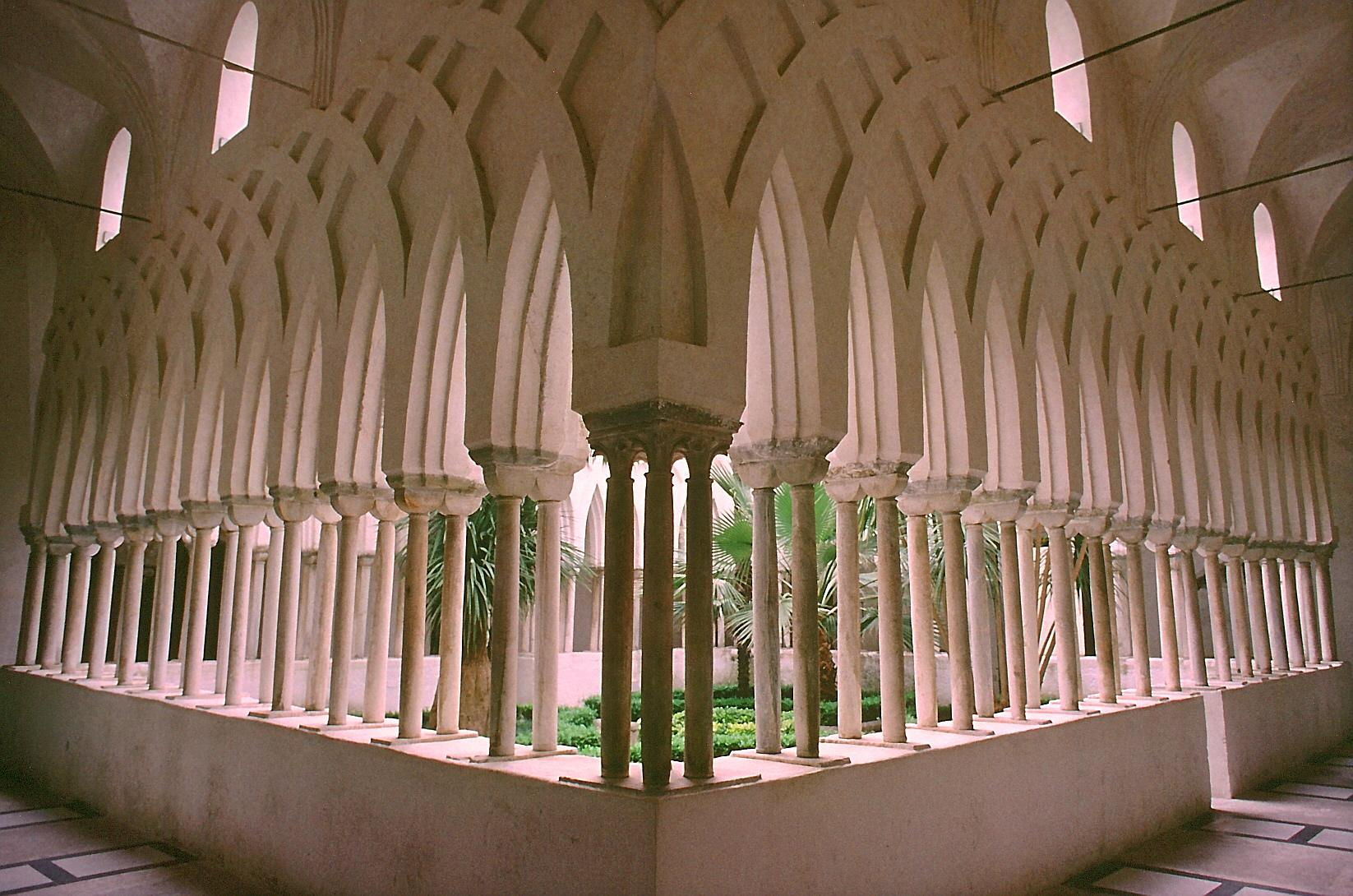
Chiostro del Paradiso, Catedral de Amalfi, Itália
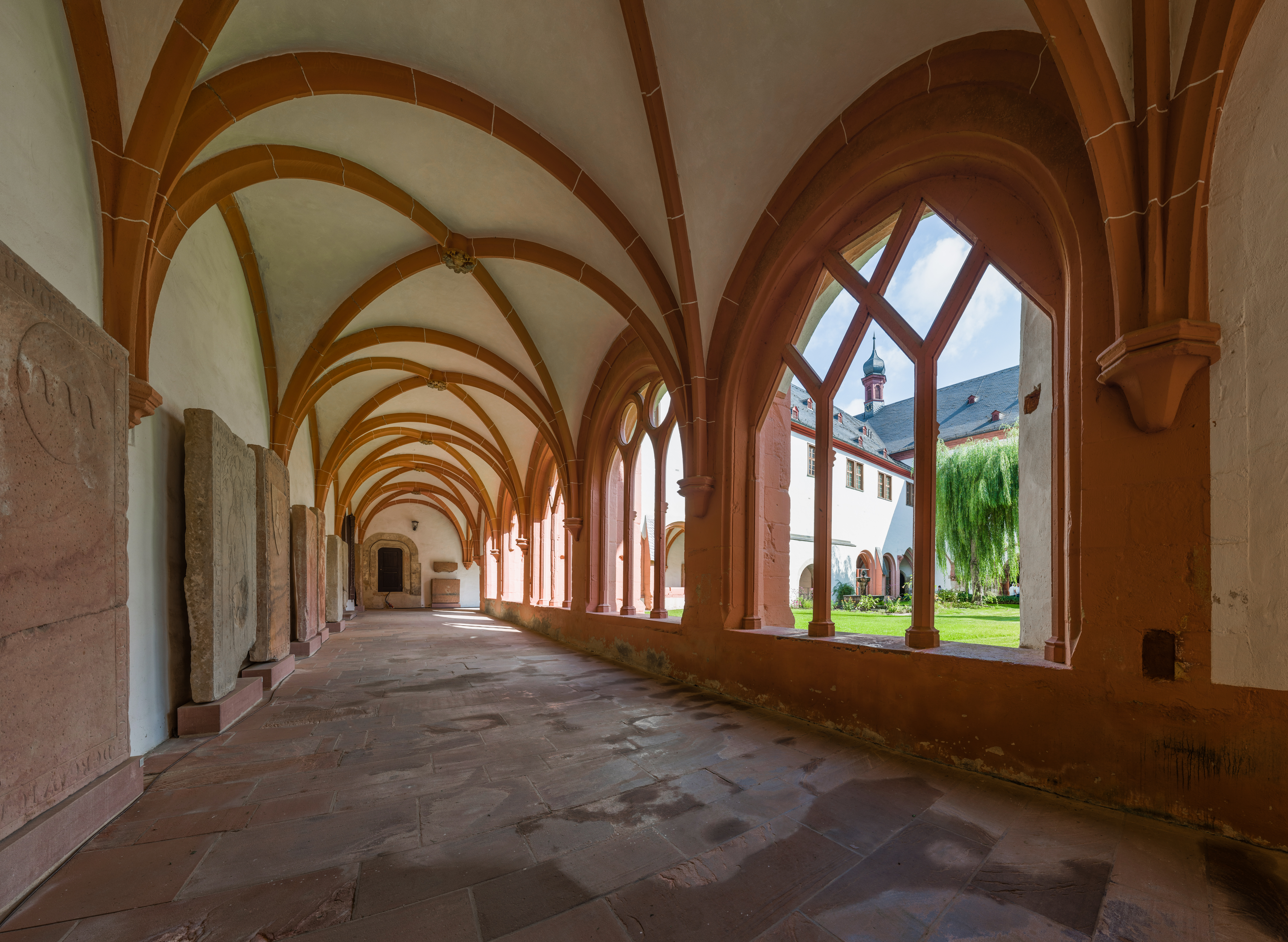
Claustro da antiga abadia cisterciense de Eberbach, Alemanha